# Эрастовка (станция)
Эрастовка — железнодорожная станция, расположена на линии Верховцево — Пятихатки, Днепровская дирекция, Приднепровская железная дорога.
Открыта в 1898 году.
Станция длительное время называлась «Эрастовка» по имени крупного помещика, предводителя уездного дворянства Эраста Бродского, на землях которого она была возведена.
В 1966 году переименована в Железняково (в честь героя гражданской войны А. Железнякова).
В 2017 году станции возвращено историческое название.